# Fluchtkogel
Der Fluchtkogel ist ein 3494 m ü. A. hoher Berg in den Ötztaler Alpen in Tirol. Der eisbedeckte Berg liegt nördlich oberhalb des Kesselwandferners, und die steile nach Südwesten gerichtete Firnflanke bildet den höchsten Bereich dieses Gletschers. Nach Norden erstreckt sich ein schmaler Grat, der sich bei dem felsigen Eckpfeiler Punkt 3417 teilt und in nördlicher Richtung zum Gepatschjoch und in östlicher Richtung zum Hintergrasljoch zieht. Seit 2006 steht auf dem Gipfel ein Kreuz. 
Der leichteste Anstieg ist eine leichte Hochtour und führt in 1½ Stunden vom Brandenburger Haus über den Kesselwandferner und das Obere Guslarjoch. Das Obere Guslarjoch ist auch von der Vernagthütte über den Guslarferner zu erreichen, Gletscherspalten können aber im oberen Teil des Gletschers problematisch sein.
Bereits im Jahre 1865 erfolgte ein erster, vergeblicher Versuch von Cyprian Granbichler, den Gipfel zu erreichen. Erst vier Jahre später, am 19. Juli 1869, gelangten Valentin Kaltdorff, Franz Senn und Julius Scholz (mit den Führern Alois Ennemoser und Gabriel Spechtenhauser) auf den Gipfel des Fluchtkogels.